# 40227 Tahiti
40227 Tahiti è un asteroide della fascia principale. Scoperto nel 1998, presenta un'orbita caratterizzata da un semiasse maggiore pari a 3,9545401 UA e da un'eccentricità di 0,2450444, inclinata di 10,32752° rispetto all'eclittica.